# FEPA Bârlad
Fepa Bârlad a fost o companie producătoare de echipamente de măsură și control pentru procesele industriale din România.
Din acționariatul companiei fac parte Grupul Energetic Tender, cu o participație de 33,85%, urmat de SIF Oltenia, care deține 10,39% din acțiuni.